# Bejuco (Panama)
Bejuco è un comune (corregimiento) della Repubblica di Panama situato nel distretto di Chame, provincia di Panama. Si estende su una superficie di 59,6 km² e conta una popolazione di 5.548 abitanti (censimento 2010).